# Epipolaeum longisetosum
Epipolaeum longisetosum är en svampart som först beskrevs av Volkart, och fick sitt nu gällande namn av Nüesch 1960. Epipolaeum longisetosum ingår i släktet Epipolaeum och familjen Pseudoperisporiaceae.   Inga underarter finns listade i Catalogue of Life.